# Niger na Letních olympijských hrách 2016
Niger se účastnil Letní olympiády 2016.

## Medailisté
| Medaile | Jméno                 | Sport     | Soutěž      |
| ------- | --------------------- | --------- | ----------- |
| Stříbro | Abdoul Razak Issoufou | Taekwondo | Muži +80 kg |